# 施米德加登
施米德加登是德国巴伐利亚州的一个市镇。总面积41.24平方公里，总人口2890人，其中男性1454人，女性1436人（2011年12月31日），人口密度70人/平方公里。

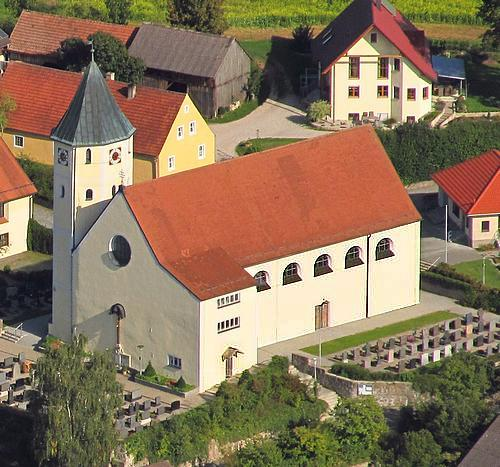
施米德加登